# Instinción
Instinción er en by og kommune i det sydøstlige Spanien i provinsen Almería. Den har et indbyggertal på 498 (2024) indbyggere.